# Оппольцер (лунный кратер)
Кратер Оппольцер (лат. Oppolzer) — останки крупного ударного кратера в южной части Залива Центральный, практически в центре видимой стороны Луны. Название присвоено в честь австрийского астронома Теодора Оппольцера (1841—1886) и утверждено Международным астрономическим союзом в 1935 г. 

## Описание кратера

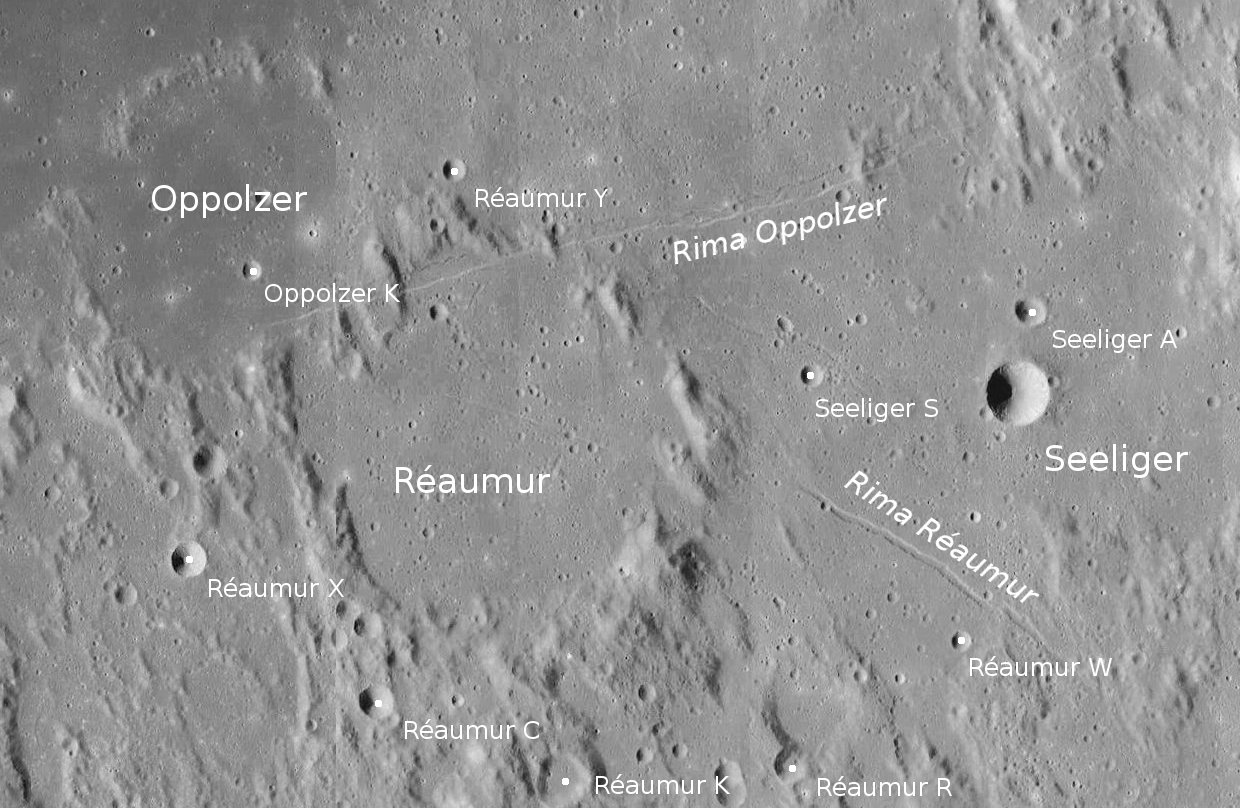
Окрестности кратера Оппольцер. Снимок зонда Lunar Reconnaissance Orbiter.

Ближайшими соседями кратера являются кратер Местинг на западе; маленькие кратеры Брюс и Блэгг на севере-северо-востоке; кратер Рэтик на востоке-северо-востоке; останки кратера Реомюр примыкающие к кратеру Оппольцер на юго-востоке; кратер Шперер на юге-юго-западе и кратер Фламмарион на западе-юго-западе. На западе от кратера располагается борозда Фламмариона; на севере – Залив Центральный. Селенографические координаты центра кратера 1°31′ ю. ш. 0°27′ з. д. / 1,52° ю. ш. 0,45° з. д., диаметр 40,9 км, глубина 1500 м.
Кратер Оппольцер полностью затоплен темной базальтовой лавой над поверхностью которой возвышаются лишь остатки вершины вала в виде отдельных пиков и хребтов разделенных широкими проходами. Особенно широкий проход расположен в северо-восточной части. Южная часть кратера пересечена бороздой Оппольцера.

## Сателлитные кратеры

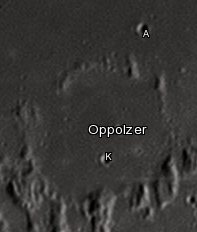
Снимок Девида Кемпбелла.

| Оппольцер | Координаты                                        | Диаметр, км |
| --------- | ------------------------------------------------- | ----------- |
| A         | 0°29′ ю. ш. 0°21′ з. д. / 0,49° ю. ш. 0,35° з. д. | 3,3         |
| K         | 1°43′ ю. ш. 0°23′ з. д. / 1,72° ю. ш. 0,38° з. д. | 2,6         |

## См.также
- Список кратеров на Луне
- Лунный кратер
- Морфологический каталог кратеров Луны
- Планетная номенклатура
- Селенография
- Минералогия Луны
- Геология Луны
- Поздняя тяжёлая бомбардировка